# Centro de Dança Contemporânea Martha Graham
Centro de Dança Contemporânea Martha Graham está localizado na cidade de Nova Iorque e é a sede para a Escola de Dança Contemporânea Martha Graham e a Companhia de Dança Martha Graham, as quais são as companhias de dança em andamento mais velhas no mundo.
O centro foi fundado em 1926 por Martha Graham. Sua primeira sede consiste em um pequeno estúdio de dança na Broadway. O centro depois mudou-se para 316 East 63rd Street, New York.
Depois da morte de Martha Graham em 1991, a locação do centro estava em debate. Em seu testamento, Martha Graham deixou como herdeiro Ron Protas, com o direito de posse sobre suas companhias. Por um tempo, Protas negou esse direito. Depois de anos de batalhas jurídicas, A Companhia de Dança Martha Graham foi governada pelo verdadeiro proprietário do repertório Graham.
Em 2005, o centro  estava entre as 406 instituições de artes e serviços sociais de Nova Iorque a receber parte de uma concessão de 20 milhões de dólares da Carnegie Corporation, a qual foi possível a partir de uma doação do prefeito de Nova Iorque Michael Bloomberg.